# 비아 (일렉트로닉스)

다른 유형의 비아:
(1) 스루홀.
(2) 블라인드 비아.
(3) 부리드 비아.
회색 및 녹색 층은 비전도성이고, 얇은 주황색 층과 빨간색 비아는 전도성이다.

비아(Via, 라틴어로 '경로' 또는 '길')는 인쇄 회로 기판 (PCB) 또는 집적 회로의 두 개 이상의 금속층 사이의 전기 연결이다. 본질적으로 비아는 두 개 이상의 인접 층을 관통하는 작은 드릴 구멍이다. 이 구멍에는 절연층을 통해 전기 연결을 형성하는 금속(주로 구리)이 도금되어 있다.
비아는 PCB 제조에서 중요한 고려 사항이다. 여러 층을 가로지르는 수직 구조로서, 설계의 대부분과 다르게 지정되어 오류 발생 가능성이 높아진다. 비아는 등록(다른 층들이 얼마나 밀접하게 정렬되어 있는지)에 가장 엄격한 요구 사항을 적용한다. 다른 특징들과 다른 도구로 제조되며, 이 도구는 일반적으로 더 느슨한 공차를 가지고 있다. 구멍이나 층 중 어느 하나가 약간 잘못 배치되면 잘못된 전기 연결이 발생할 수 있으며, 이는 표면에서 보이지 않을 수 있다. 구멍이 드릴된 후에는 전도성 재료를 도금해야 하며, 구리 층에 단순히 전도성 재료를 제자리에 두는 것과는 다르다. 처음에는 양호했던 보드도 비아가 주변 기판과 열에 다르게 반응하기 때문에 나중에 문제가 발생할 수 있다. 비아는 또한 전기 임피던스의 불연속성을 나타내며, 이는 신호 무결성에 문제를 일으킬 수 있다.

## 인쇄 회로 기판

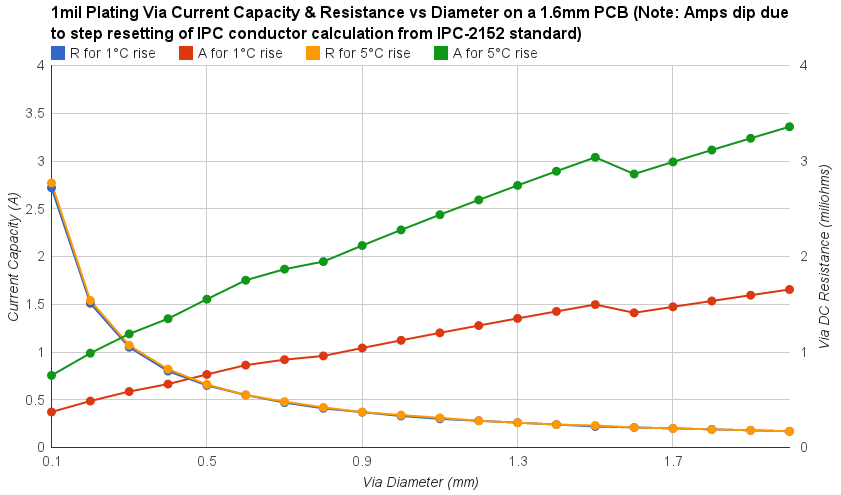
1.6 mm PCB에서 1 밀 도금 비아 전류 용량 및 저항 대 직경을 보여주는 PCB 비아 전류 용량 차트.

인쇄 회로 기판 (PCB) 설계에서 비아는 보드의 다른 구리 층에 해당하는 위치에 있는 두 개의 패드로 구성되며, 보드를 관통하는 구멍으로 전기적으로 연결된다. 구멍은 전기도금으로 전도성을 갖게 하거나, 튜브나 리벳으로 라이닝된다. 고밀도 다층 PCB는 마이크로비아를 가질 수 있다. 블라인드 비아는 보드의 한쪽에만 노출되는 반면, 부리드 비아는 표면에 노출되지 않고 내부 층을 연결한다. 서멀 비아는 전원 장치에서 열을 방출하며 일반적으로 약 12개의 어레이로 사용된다.
비아는 다음으로 구성된다.
1. 배럴 - 드릴 구멍을 채우는 전도성 튜브
2. 패드 - 배럴의 각 끝을 부품, 평면 또는 트레이스에 연결
3. 안티패드 - 배럴과 연결되지 않은 금속층 사이의 클리어런스 홀

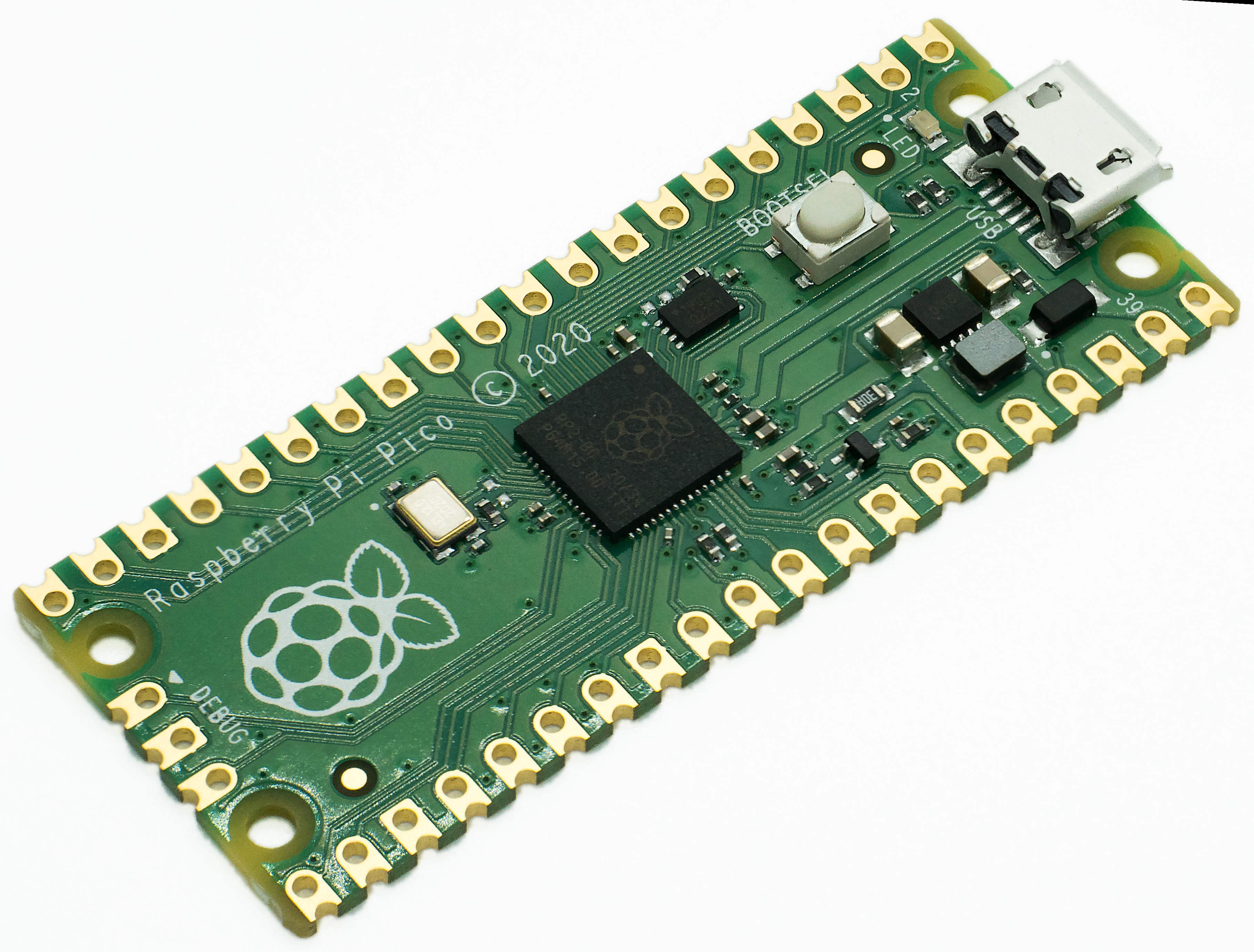
캐스텔레이트 홀이 있는 라즈베리 파이 피코

비아는 때때로 PTV 또는 도금된 스루홀 비아라고 불리며, 도금된 스루홀(PTH)과 혼동해서는 안 된다. 비아는 PCB의 구리층 간의 상호 연결로 사용되는 반면, PTH는 일반적으로 비아보다 크게 만들어지며 비-SMT 저항, 커패시터 및 DIP 패키지 IC와 같은 부품 리드를 수용하기 위한 도금된 구멍으로 사용된다. PTH는 기계적 연결을 위한 구멍으로도 사용될 수 있지만, 비아는 그렇지 않을 수 있다. PTH의 다른 사용법은 캐스텔레이트 홀이라고 하며, PTH가 보드 가장자리에 정렬되어 보드가 패널에서 밀링될 때 절반으로 절단된다. 주요 사용법은 스택에서 다른 PCB에 하나의 PCB를 납땜할 수 있게 하여 고정 장치와 커넥터 역할을 모두 수행하는 것이다.
오른쪽 그림에는 세 가지 주요 종류의 비아가 나와 있다. PCB 제작의 기본 단계는 기판 재료를 만들고 층을 쌓는 것, 비아를 도금하는 스루-드릴링, 그리고 사진 석판술 및 에칭을 사용하여 구리 트레이스 패턴을 만드는 것이다. 이 표준 절차로는 가능한 비아 구성이 스루홀로 제한된다. 레이저 사용과 같은 깊이 제어 드릴링 기술은 더 다양한 비아 유형을 허용할 수 있다. 레이저 드릴은 기계 드릴이 생성하는 것보다 작고 더 정확하게 배치된 구멍에도 사용될 수 있다. PCB 제조는 일반적으로 소위 코어, 즉 기본 양면 PCB로 시작된다. 처음 두 층 외의 층은 이 기본 구성 블록에서 쌓인다. 코어 하단에서 연속적으로 두 개의 층을 더 쌓으면 1-2 비아, 1-3 비아 및 스루홀을 가질 수 있다. 각 유형의 비아는 각 스태킹 단계에서 드릴링하여 만들어진다. 한 층이 코어 위에 쌓이고 다른 층이 하단에서 쌓이면 가능한 비아 구성은 1-3, 2-3 및 스루홀이다. 사용자는 PCB 제조업체가 허용하는 스태킹 방법 및 가능한 비아에 대한 정보를 수집해야 한다. 저렴한 보드의 경우 스루홀만 만들어지며 비아와 접촉해서는 안 되는 층에는 안티패드(또는 클리어런스)가 배치된다.

## IPC 4761
IPC 4761은 다음과 같은 비아 유형을 정의한다.
- 유형 I: 텐트 비아
- 유형 II: 텐트 및 덮개 비아
- 유형 III-a: 비전도성 재료로 한쪽만 밀봉된 플러그 비아
- 유형 III-b: 비전도성 재료로 양쪽이 밀봉된 플러그 비아
- 유형 IV-a: 비전도성 재료로 밀봉되고 한쪽에 습식 솔더 마스크로 덮인 플러그 및 덮개 비아
- 유형 IV-b: 비전도성 재료로 밀봉되고 양쪽에 습식 솔더 마스크로 덮인 플러그 및 덮개 비아
- 유형 V: 비전도성 페이스트로 채워진 채워진 비아
- 유형 VI-a: 한쪽에 건식 필름 또는 습식 솔더 마스크로 덮인 채워지고 덮인 비아
- 유형 VI-b: 양쪽에 건식 필름 또는 습식 솔더 마스크로 덮인 채워지고 덮인 비아
- 유형 VII: 비전도성 페이스트로 채워지고 양쪽에 오버도금된 채워지고 캡핑된 비아

## 고장 거동
잘 만들어진 PCB 비아는 주로 구리 도금과 PCB 간의 면외 방향(Z)에서의 차동 팽창 및 수축으로 인해 고장날 것이다. 이 차동 팽창 및 수축은 구리 도금에 주기적인 피로를 유발하여 결국 균열 전파 및 전기적 개방 회로를 초래한다. 다양한 설계, 재료 및 환경 매개변수가 이러한 열화 속도에 영향을 미칠 것이다. 비아의 견고성을 보장하기 위해 IPC는 고장 시간 계산기를 개발한 라운드 로빈 연습을 후원했다.

## 집적 회로의 비아
집적 회로 (IC) 설계에서 비아는 서로 다른 층 간의 전도성 연결을 허용하는 절연 산화물 층의 작은 개구부이다. 실리콘 웨이퍼 또는 다이를 완전히 통과하는 집적 회로의 비아는 칩 관통 비아 또는 실리콘 관통 비아(TSV)라고 한다. 코닝은 실리콘 패키징에 비해 유리의 전기적 손실이 감소하기 때문에 유리 관통 비아(TGV)를 반도체 패키징용으로 연구해왔다. 가장 낮은 금속층을 확산층 또는 폴리층에 연결하는 비아는 일반적으로 "컨택"이라고 불린다.

## 갤러리
- 다층 기판의 도금된 스루홀 (확대)
- CAD에서 이중층 도금. 비아는 EDA 배치를 가능하게 한다.
 하단 층 – 빨간색
 상단 층 – 파란색
- 도금된 스루홀의 도금:
위 – 상단 층
아래 – 하단 층

- 다층 비아의 단면
- 작은 금속 원이 비아이다
- 구멍이 보이지 않는 채워진 비아

## 같이 보기
- 스루홀 기술 (THT)
- 표면 실장 기술 (SMT)
- 실리콘 관통 비아 (TSV)
- 비아 울타리
- 피드스루

## 참고
1. ↑  코어당 스루홀. 추가 코어 및 라미네이션 단계를 사용하여 블라인드 또는 부리드 비아를 만드는 것이 더 비싸지만 가능하다. 백드릴을 사용하여 원하는 층까지 한쪽에서 도금을 제거할 수도 있다. 이는 물리적 구멍을 스루홀로 남기지만 전기적으로 블라인드 비아와 동일한 것을 생성한다. PCB에 블라인드 및 부리드 비아를 정당화할 만큼 충분한 층이 필요한 경우, (레이저 드릴링된) 마이크로비아를 필요로 할 만큼 충분히 작고 빽빽하게 포장된 트레이스를 사용하고 있을 것이다.

## 추가 자료
- “Tips for PCB Vias Design” (PDF) (Technical note). Quick-teck. 2014. EN-00417. 2017년 12월 18일에 확인함.
- “Via Tenting - Overview of the variations”. 《WE Online》. Würth Elektronik GmbH & Co. KG. 2014. Printed Circuit Boards > Layout > Design Tip > Tenting. 2017년 12월 18일에 원본 문서에서 보존된 문서. 2017년 12월 18일에 확인함.
- “Via Plugging - Overview of the variations”. 《WE Online》. Würth Elektronik GmbH & Co. KG. 2014. Printed Circuit Boards > Layout > Design Tip > Plugging. 2017년 12월 18일에 원본 문서에서 보존된 문서. 2017년 12월 18일에 확인함.
- “Via Filling - Overview of the variations”. 《WE Online》. Würth Elektronik GmbH & Co. Co. KG. 2013. Printed Circuit Boards > Layout > Design Tip > Filling. 2017년 12월 18일에 원본 문서에서 보존된 문서. 2017년 12월 18일에 확인함.
- “Microvia Filling”. 《WE Online》. Würth Elektronik GmbH & Co. Co. KG. 2015. Printed Circuit Boards > Layout > Design Tip > Microvia Filling. 2017년 12월 18일에 원본 문서에서 보존된 문서. 2017년 12월 18일에 확인함.
- Dingler, Klaus; Musewski, Markus (2009년 3월 18일). “Pluggen / Plugging”. 《FED-Wiki》 (독일어). Berlin, Germany: Fachverband Elektronik-Design e.V. (FED). 2017년 12월 18일에 원본 문서에서 보존된 문서. 2017년 12월 18일에 확인함.
- “Via Optimization Techniques for High-Speed Channel Designs” (PDF) (Application note). 1.0. Altera Corporation. May 2008. AN-529-1.0. 2017년 12월 18일에 원본 문서 (PDF)에서 보존된 문서. 2017년 12월 18일에 확인함.
- Chu, Jun (2017년 4월 11일). “Controlled Depth Drilling, or Back Drilling”. 《Online Documentation for Altium Products》. Altium. 2017년 12월 18일에 원본 문서에서 보존된 문서. 2017년 12월 18일에 확인함.
- Loughhead, Phil (2017년 5월 30일). “Removing Unused Pads and Adding Teardrops”. 《Online Documentation for Altium Products》. Altium. 2017년 12월 18일에 원본 문서에서 보존된 문서. 2017년 12월 18일에 확인함.
- Brooks, Douglas G.; Adam, Johannes (2017년 2월 9일). 《PCB Trace and Via Temperatures: The Complete Analysis》 2판. CreateSpace Independent Publishing Platform. ISBN 978-1541213524.